# 조모 케냐타
조모 케냐타(스와힐리어: Jomo Kenyatta, 1897년~1978년 8월 22일)는 케냐의 정치인으로 초대 총리(1963년~1964년)과 초대 대통령(1964년~1978년)을 지냈다. 그는 케냐의 국부로 여겨진다. 영국 아래 투옥된 그는 독립 분투의 지도자로서 나타났다. 그는 자신의 종족에 속하는 일원들에 의하여 지배된 일당 체제를 창조하였다. 그의 후임자는 권력에서 지속하여 2002년까지 독재적으로 지배하여 개인적 부유를 축적하였다.
한쪽에서 케냐타는 조국의 상징이며, 다른쪽에서 그는 번영으로 향하는 길에 자신의 지위를 놓으는 데 약간 일을 한 부패와 편애의 영예를 남겼다. 그의 정책들은 친서방적이었고, 독립 후에 백인들이 국가에 남아있는 용기를 주는 데 많은 일을 하였다.

## 생애
키쿠유족에 속하는 카마우 와 응겡기(스와힐리어: Kamau wa Ngengi)라는 본명으로 영국령 동아프리카 가툰두의 이차웨리 마을에서 태어났다. 그는 부모의 사망 후에 주술사인 자신의 조부를 보조하였다. 그는 토고토에 있는 스코틀랜드 선교원을 다니며 자신이 "존스턴 카마우"로 바꾼 이름 "존 피터"와 함께 기독교로 개종하였다. 제1차 세계 대전이 일어나는 동안 나로크 현에 있는 마사이인 친척들과 살았으며 사무원으로 일하였다.
1920년 그는 그레이스 와후와 결혼하여 나이로비 시의회 수자원부에서 일하였다. 그의 아들 피터 무이가이는 11월 20일에 태어났다. 케냐타는 자신이 키쿠유 중앙 연합에 가입한 1924년 정계에 입문하였다. 1928년 그는 나이로비에 있는 힐튼 영 위원회 전에 키쿠유족의 대지 문제들에 일하였다. 그해 그는 신문 "무이그위타니아" (화해자)를 편집하기 시작하였다.
케냐타는 그레이스 와후와 첫 결혼 생활에 2명의 자식을 두었는 데 아들 피터 무이가이 케냐타(1920년생)는 후에 부장관을 지냈고, 딸 마거릿 케냐타 (1928년생)는 1970년과 1976년 사이에 나이로비의 첫 여성 시장을 지냈다. 그레이스 여사는 2007년 4월에 사망하였다.
그는 영국인 여성 에드나 클라크와 자신의 중혼으로부터 아들 피터 마가나 케냐타 (1943년생)을 두었다. 그는 1946년 케냐로 귀국하는 데 그녀를 떠났다.
케냐타의 3번째 부인 그레이스 완지쿠는 1950년 해산 후에 사망하였지만, 새로 태어난 딸 제인 왐부이는 생존하였다.
케냐타의 부인들 중 가장 인기있던 이는 마마 은기나로도 알려진 은기나 케냐타였다. 그들은 1951년에 결혼하였다. 그 일은 케냐타와 공공적 출연을 이룬 그녀를 나타냈다. 그들은 4명의 자식을 두었으며, 크리스틴 와른부이 (1952년생), 우후루 케냐타 (1963년생), 애너 니요카비와 부호호 케냐타 (1964년생)이다. 우후루 케냐타는 2013년 케냐의 4대 대통령으로 선출되었다.
조모 케냐타는 1978년 8월 22일 몸바사에서 사망하였고, 8월 31일 나이로비에 안장되었다.

## 초기 해외 경험

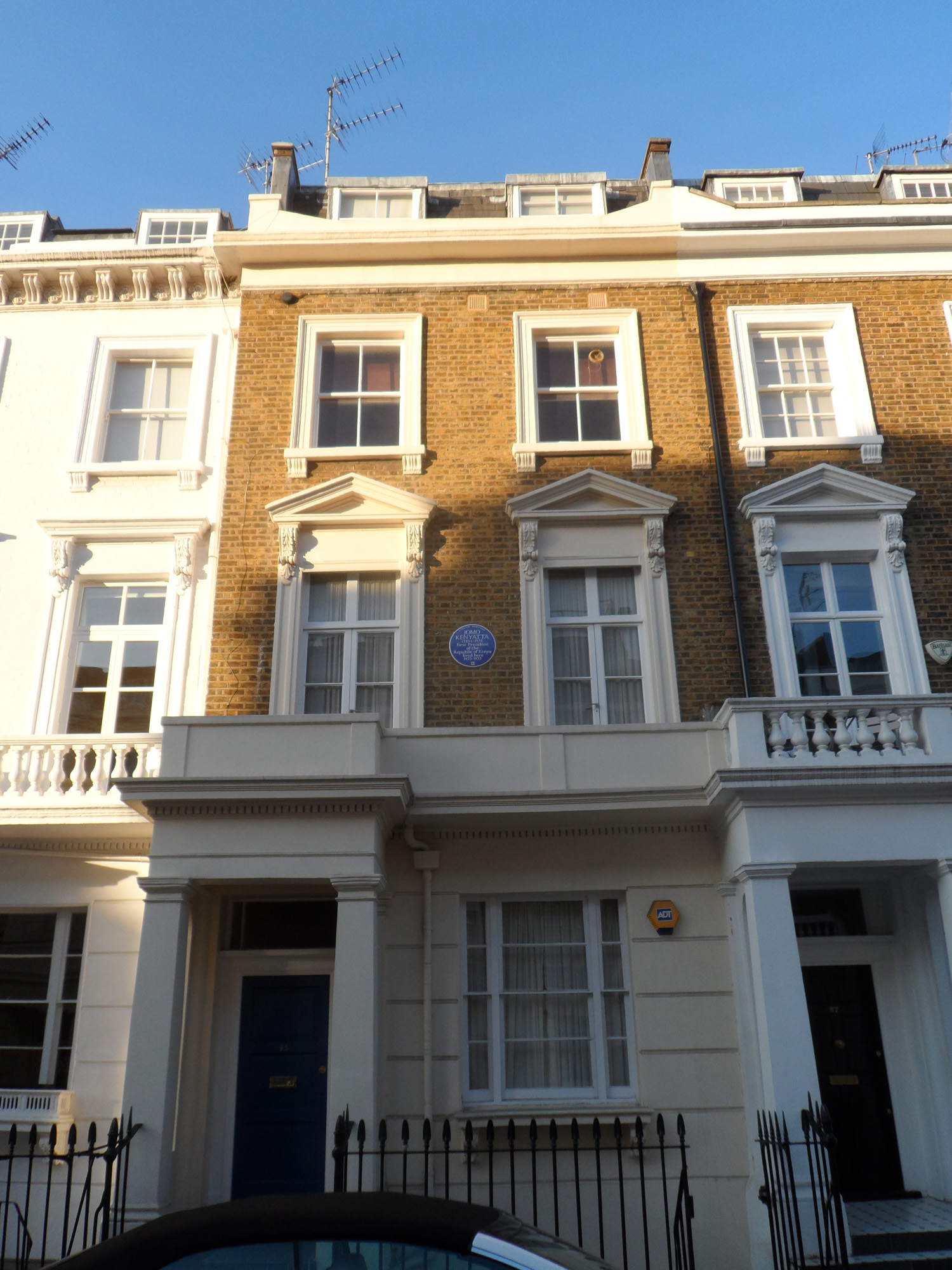
케냐타가 런던에서 거의 거주한 케임브리지 거리 95번지

1929년 키쿠유 중앙 연합은 키쿠유족의 대지 정세들에 자신들의 전망들을 위하여 법안 통과 운동을 하는 데 케냐타를 런던으로 보냈다. 그는 문제에 관하여 영국의 신문들에 기사들을 썼다. 여성의 포피 절제에 많은 토론이 있는 도중에 1930년 케냐로 귀국하였다. 1931년 그는 런던으로 돌아가 버밍엄에 있는 우드브룩 퀘이커 칼리지에 입학하고 말았다.
1932년부터 1933년 그는 자신의 후원자 트리니다드 토바고의 공산당원 조지 패드모어가 그의 소련 주최자들과 싸우기 전에 잠시 모스크바에 있는 코민테른 학교 동방 임금노동자 대학교 (KUTVU)에서 경제학을 전공하였고, 런던으로 돌아가는 데 강요되었다. 1934년 그는 유니버시티 칼리지 런던에 입학하여 1935년부터 런던 정치경제대학교에서 브로니스와프 말리노프스키 아래 사회 인류학을 전공하였다. 이 전부의 시간 동안 그는 키쿠유족의 대지 정세들에 법안 통과 운동을 하였다. 그는 자신의 새 이름 조모 케냐타 아래 1938년 〈케냐 산을 향하며〉로서 자신의 런던 정치경제대학교 학위 논문을 교정하였다. 이 시기 동안 그는 C. L. R. 제임스, 에릭 윌리엄스, W. A. 월리스 존슨, 폴 로브슨과 랠프 번치를 포함한 다양한 시간에 아프리카, 카리브해와 미국의 지식인들의 단체의 활동적 일원이었다. 그는 알렉산더 코다가 감독을 맡고, 폴 로브슨이 출연한 영화 《Sanders of the River》 (1934년)에서 엑스트라였다.
제2차 세계 대전이 일어나는 동안 영국 육군으로 징병을 피하는 데 서식스 주에 있는 영국인의 농장에서 노동을 하였고, 또한 근로자 교육 협회를 위하여 아프리카에 강의를 하기도 하였다.

## 케냐로 귀국

1951년 10월 케냐타가 케냐 아프리카 동맹을 위하여 고른 깃발. 녹색은 대지, 붉은색은 자유의 피, 그리고 흑색은 국민의 피부를 상징한다.

1946년 케냐타는 콰메 은크루마와 함께 범아프리카주의 연합을 창립하였다. 동년에 케냐타는 케냐로 귀국하여 그레이스 완지쿠에게 3번째로 결혼하였다. 그는 케냐 티처스 칼리지의 교장이 되었다. 1947년 그는 캐냐 아프리카 동맹의 회장이 되었다. 그는 자신의 선거 후에 백인 정착자들로부터 죽음의 위협들을 받기 시작하였다.
영국 정부의 그의 평판은 마우 마우 폭동과 그의 꾸며낸 연루에 의하여 훼손되었다. 1952년 10월 그는 체포되었고, 폭동을 결성한 문책들에 기소되었다. 재판은 몇달을 끌었다. 피고측은 백인 정착자들이 케냐타에게 죄를 전가하려고 시도하고 있었고, 마우 마우 폭동에 그를 묶어두는 증거가 없었다고 주장하였다. 루이스 리키는 통역으로 데려와졌고, 그에게 불합리적으로 보인 편견 때문에 오역으로 고발되었다. 그의 문서들에 몇몇의 편파적인 진술들의 근거에 케냐타는 1953년 4월 8일 유죄 판결을 받고 7년 강제 노동으로 선고를 받아 케냐로부터 추방되었다. 마우 마우 폭동과 함께 같은 시대의 의견이 그를 연결하였으나 후의 연구는 다른 방법으로 주장한다. 케냐타는 1959년까지 교도소에 있었다. 그는 그러고나서 케냐의 멀리 떨어진 로드와에서 견습 기간에 망명으로 보내졌다.

## 초대 지도자

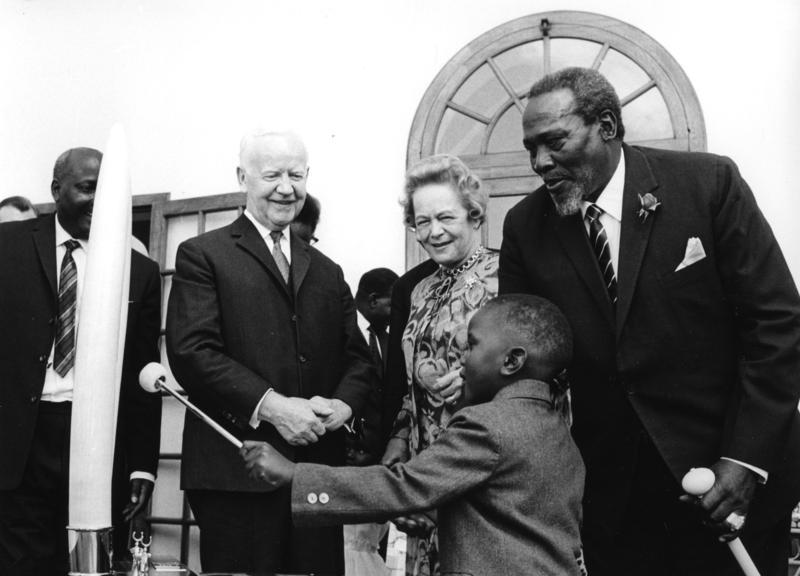
케냐를 공식 방문한 서독의 하인리히 뤼프케 대통령과 함께 (앞은 아들 우후루)

1960년 12월 긴급 상태가 향상되었다. 1961년 전 케냐 아프리카 동맹당의 후임 케냐 아프리카 민족 동맹 (KANU)과 케냐 아프리카 민주 동맹 (KADU)이 둘다 그의 석방을 요구하였다. 5월 14일 케냐타는 케냐 아프리카 민족 동맹의 의장이 되었다. 그는 1961년 8월 21일 완전히 석방되었다. 한 의원이 그의 의석을 넘길 때 이듬해 그는 입법 회의로 수용되었고, "노인"을 의미하는 음제 (스와힐리어: mzee)로 알려졌다. 이 단계에서 그는 백인 정착자들에게 케냐를 떠나지 말라고 의문하고 화해를 성원하였다. 1963년 12월 12일 독립이 선언된 후 총리직을 유지하였다. 1964년 12월 12일 케냐타가 대통령으로서 함께 케냐는 공화국이 되었다.
케냐타의 정책은 연속성의 쪽에 있었고, 그는 많은 식민지 시절의 공무원들을 그들의 이전 직업들에 간직하였다. 그는 북동부에서 소말리인 반란자들에 대항하는 데 영국군의 도움을 요청하였고, 1971년 이어서 일어난 나이로비에서 육군 반란은 당시 법무 장관 키틸리 음웬다와 육군 사령관 은돌로 소령이 사임하는 데 강요되면서 좌절되었다. 어떤 영국군들은 국가에 남아있었다. 11월 10일 케냐 아프리카 민주 동맹의 대표들은 케냐 아프리카 민족 동맹의 계급들에 가입하여 일당을 형성하였다.
케냐타는 상대적으로 평화적 대지 개혁을 세웠으며 나쁜 쪽에서 그의 대지 정책들은 그의 친척들과 친구들에게 주어진 대지의 구획 선택권과 함께 케냐 안에서 깊게 부패를 참호로 에워싸졌고, 케냐타는 국가의 가장 큰 대지주가 되었다. 그는 자신의 종족 키쿠유 족을 다른 전부의 종족들의 손실로 호의를 보였다.

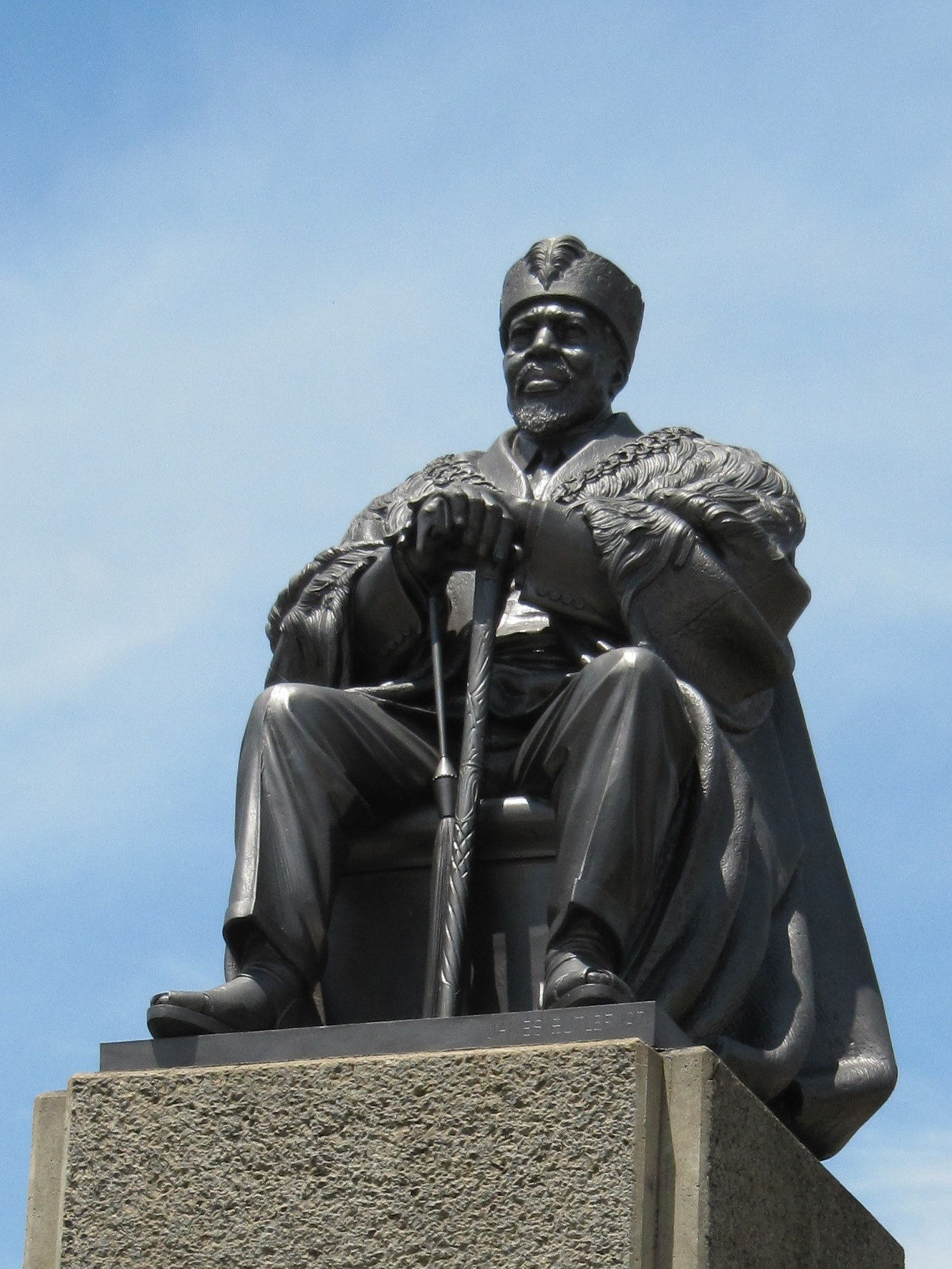
조모 케냐타의 동상

자신의 명성으로 그는 케냐의 유엔 가입을 감시하고, 밀턴 오보테의 우간다와 줄리어스 니에레레의 탄자니아와의 무역 협정들을 체결하였다. 그는 친서방적 반공주의 외교를 속행하였다. 안정은 해외 투자를 끌어들였고, 그는 아프리카 여러 곳에서 영향적 인물이 되었다. 하지만 그의 독재주의적 정책들은 비판을 끌어내고 의견 차이를 일으켰다.
케냐타는 1966년 재선되었고, 다음해 연장한 권력들을 얻는 데 헌법을 바꾸었다. 이 기간은 소말리아와 국경 분쟁과 더많은 정치적 반대를 가져왔다. 그는 키쿠유 족이 이끄는 케냐 아프리카 민족 동맹을 실지로 케냐의 단 하나의 정당으로 만들었다. 그의 비밀 경찰들은 반체제자들을 괴롭혔고, 피오 가마 핀토, 톰 음보야와 J. M. 카리우키 같은 야당 인물들의 살인 사건들로 이어지는 데 의심을 두었다. 어떤이들은 또한 그를 C. M. G. 아르그윙스 - 코드헥과 로널드 응갈라의 사망들로 그를 이어지는 시도를 하였으나 그들이 둘다 자동차 사고에서 사망하면서 이 일은 해명을 필요하는 편이다. 그는 1974년 재선되었는 데 자신이 혼자 나간 자유적도, 공명하지도 않은 선거였다.
케냐타는 논쟁의 인물이었다. 그는 자신의 지배적 키쿠유 족의 남성들이 다른 종족으로부터 대통령을 가지는 아이디어를 좋아하지 않은 것으로 주어진 종족 경쟁들로부터 위험에서 케냐 공화국을 남긴 것으로 그의 비평가들에 의하여 고발되었다. 그는 대니얼 아랍 모이에 의하여 이어졌다.
나이로비의 조모 케냐타 국제공항은 그의 이름을 땄다. 케냐타는 전혀 나이로비에서 밤을 보내지 않았다. 대신 그는 항상 가툰두에 있는 자신의 마을 집으로 몰아졌다.

## 저서
- 〈케냐 산을 향하며 : 키쿠유 족의 인생〉(1976년)
- 〈나의 키쿠유 국민들과 완곰베 추장의 일생〉(1971년)
- 〈쓰라림 없는 고통 : 케냐 국가의 창립〉(1973년)
- 〈케냐 : 분쟁의 땅〉(1971년)
- 〈우후루의 도정 : 케냐의 진보〉(1968년~1970년)

## 역대 선거 결과
| 선거명      | 직책명        | 대수 | 정당                    | 득표율   | 득표수 | 결과 | 당락 |
| ----------- | ------------- | ---- | ----------------------- | -------- | ------ | ---- | ---- |
| 1969년 선거 | 케냐의 대통령 | 1대  | 케냐 아프리카 민족 동맹 | 단독후보 | 무투표 | 1위  |      |
| 1974년 선거 | 케냐의 대통령 | 1대  | 케냐 아프리카 민족 동맹 | 단독후보 | 무투표 | 1위  |      |